# Monticello Conte Otto
Monticello Conte Otto (velenceiül Montezeło Conte Oto) település Olaszországban, Veneto régióban, Vicenza megyében. Lakosainak száma 9029 fő (2023. január 1.). Monticello Conte Otto Bolzano Vicentino, Dueville, Sandrigo és Vicenza községekkel határos.

## Népesség
A település népességének változása:
| Lakosok száma | 9047 | 9026 | 9029 |
|               | 2017 | 2018 | 2023 |